# 杰巴利采沃市拉达
杰巴利采韦市拉达（烏克蘭語：Дебальцівська міська рада），是乌克兰顿涅茨克州的一个基层政权，行政中心为杰巴利采韦，其对应的行政区划单位为德巴利采韦州辖市。

## 组成
该市拉达由46名议员和一名主席组成。

## 下辖聚居点
杰巴利采韦市拉达下辖的聚居点包括两个城市和一个市级镇：
- 城市：杰巴利采韦、斯維特洛達爾斯克
- 市级镇：米羅尼夫斯基

## 现状
由于自2015年起乌克兰政府并未控制该地，所以杰巴利采韦市拉达的现今状况未知。况且2020年6月乌克兰进行了行政区划改革，州下设区，区下设市镇，取消了州辖市。乌克兰政府设立了名义上的杰巴利采沃市镇，其管辖范围有所不同。